# 新月紫紺大
新月紫紺大（しんげつしかんだい）は、日本の画家。東京都出身。
ブルーの画家として知られる新月紫紺大。繊細かつ美しい色彩が海外でも話題を呼び、2002年中国英語教材の表紙にも採用される。コレクターにはゴルバチョフなど著名な人物が名を連ねている。アクリル水彩画家、映画監督、 プロデューサー、ミュージシャン など多彩な顔を持つマルチアーティストである。
- 山東省済南市院外画師
- 山東省徐悲鴻芸術学院　名誉校長
- NPO法人日本美術放送通信協会　理事長
- 山東省国際文化交流センター副理事
- 山梨大学　客員教授
- A.M.S.Cペイン本部芸術家会員

## 略歴
- 1998年 自らの芸術活動にも取り組み始め、雅号を「新月紫紺大」とし、所沢にて個展を開催。 画家としての活躍が始まる。
- 1999年 千葉・新潟の三越で二人展を開催。音楽家「横内丙午」との音楽ユニット「ＧＯＤＡＩ（ゴダイ）」を結成。ファーストアルバム「エアーリメンバー」を発売。
- 2000年 大阪大丸梅田店にて作品展。完売という記録を作る。その後、広島三越、銀座三越など、 大手百貨店での個展に力を入れる。また、アース・ウィンド・アンド・ファイアーのモーリスホワイトとゴルバチョフに絵画を贈呈する。
- 2001年　新人では異例の早さで、日本橋三越のアートフェスティバルに出展。
- 12月には自らが台本を書き、演出・美術を担当した舞台「ＣＯＭＥ ＡＦＴＥＲ ＭＥ～ アメイジンググレイスを聴きながら～」を上演。
- モーリスホワイトがプロディースし、2年を費やしロサンゼルス録音のＧＯＤＡＩセカンドアルバム『月響』が発売させる。
- 書家の柳田泰山との二人展を開催する。
- 2002年 備前焼の紀琇山との二人展を開催。
- 中国では、日本人として初めて小学生の英語教材の表紙に作品が採用され話題となる。
- また、中国の山東省博物館に原画が永久保存される
- 2003年 山東省芸術博覧会に特別展示。
- 済南市院外画師の称号と徐悲鴻芸術学院の名誉校長の称号が与えられる。
- 舞台「ＣＯＭＥ　ＡＦＴＥＲ　ＭＥ２００３」再演。
- 講談社からは絵本「ハウエルのぼうし」が出版される。絵本「ハウエルのぼうし」
- テレビ通販「ショップチャンネル」に出演。絵画部門販売新記録を作る。
- 秋にはロサンジェルスで個展を開催。ロス市長より名誉画師の称号を与えられる。
- 2004年 山東省芸術博覧会に招聘。
- 山東省国際文化交流センターの服理事に就任する。
- ニューヨーク・アートエキスポに出展。
- 2005年 国内のファンの方との交流を深め、作品展を軽井沢･万平ホテルなど全国各地で開催する。
- 2006年 セラヴィリゾート泉郷八ヶ岳高原内に”ＳＨＩＫＡＮＤＡＩギャラリー”オープン。
- 2007年　ベトナム大使館にて駐日ベトナム社会主義共和国特命全権大使に絵を寄贈。
- 2008年　山梨大学客員教授に就任。
- 信玄公祭り実行委員会委嘱 座長に就任。
- 北杜市民また日本音楽事業者協会の企画開発委員会の一員として、地球温暖化防止を目的とした北杜市に  音事協の森を開設し、植林・植樹活動などを行う。
- 2012年　第６回モナコ・日本芸術祭に出展。モナコ公国より芸術褒章が授与される。
- フランス「ジャンヌ・ダルク生誕600周年記念芸術ワインラベル展」において「百合の聖女芸術大賞」を受賞。
- ベルシー美術館に永久収蔵される。
- Ａ.Ｍ.Ｓ.Ｃ国際美術評論家選考委員会より、A.M.S.C画家として認定される。
- 2013年　・ゴッホ生誕160 周年記念シャンパン芸術祭、特別アート賞受賞。
- トルコ国立ミマール・シナン芸術大学より文化功労賞。
- フランス　ル・サロンに初応募初入選。
- 長崎平和の光最優秀美表現作家大賞。
- 2014年　スペイン バジェ・デ・ロス・スエニョス財団賞 受賞。
- モンゴル国招待による展覧会。モンゴル国 エルベグドルジ大統領に絵を寄贈。

## 書籍
- 新月紫紺大 絵本「ハウエルのぼうし」（講談社）
- 新月紫紺大 画集～ブルーアイズコレクション～ （美術倶楽部）
- 新月紫紺大 画集～リメンバーコレクション～ （美術倶楽部）

## ＣＤ
- ＧＯＤＡＩファーストアルバム「エアリメンバー」
- ＧＯＤＡＩセカンドアルバム「月響」